# Enzesfeld (Herrschaft)
Die Herrschaft Enzesfeld war eine Grundherrschaft im Viertel unter dem Wienerwald im Erzherzogtum Österreich unter der Enns, dem heutigen Niederösterreich.

## Ausdehnung
Die Herrschaft, welcher auch die Gülte Leobersdorf angehörte, umfasste zuletzt die Ortsobrigkeit über Enzesfeld, Leobersdorf, Matzendorf, Hölles, Lindabrunn, Kleinfeld, Andlitz und Hirtenberg. Der Sitz der Verwaltung befand sich im Schloss Enzesfeld.

## Geschichte
Letzte Inhaberin der Allodialherrschaft war Julie Freifrau von Widmann, geborne Freiin von Puthon, bevor die Herrschaft nach den Reformen 1848/1849 aufgelöst wurde.